# مخيم البرج الشمالي
مخيم البرج الشمالي هي بلدية تقع حوالي 86 كم جنوب بيروت و3 كم شرق شبه جزيرة صور، وتندمج في منطقتها الحضرية. تقع في قضاء صور بمحافظة الجنوب في لبنان.
تشتهر هذه المنطقة بشكل خاص باستضافتها ثاني أكبر مخيم للاجئين الفلسطينيين من بين اثني عشر مخيمًا في البلاد كجيب مستقل بحكم الأمر الواقع بعيدًا عن متناول المسؤولين اللبنانيين: يحكم المخيم لجان شعبية من الأحزاب الفلسطينية تحت قيادة منظمة التحرير الفلسطينية (PLO) والتي تعترف بها البلدية بحكم الأمر الواقع من خلال درجة معينة من التنسيق والتعاون. تتمتع وكالة الأمم المتحدة لإغاثة وتشغيل اللاجئين الفلسطينيين في الشرق الأدنى (الأونروا) بمهمة تقديم الخدمات الأساسية، بمساعدة المنظمات غير الحكومية المحلية والدولية. تسيطر القوات المسلحة اللبنانية على الدخول والخروج من خلال البوابة الرئيسية للمخيم.

## علم أصول الكلمات
برج الشمالي، يُترجم أيضًا إلى تهجئة "Borj" أو "Bourj" مع نسخة من "Shimali" أو "Shamali" أو "Shemâly" أو "Chemali" أو "Chamali" أو "Chmali" مع أو بدون أداة التعريف "el" أو "al" أو "ech" أو "esh" أو "ash"، يُترجم عادةً إلى "البرج الشمالي"، كما فعل إي إتش بالمر في مسح جغرافيا فلسطين.
تمت تسمية المستوطنة على اسم برج من العصور الوسطى على تلتها الرئيسية المطلة على صور. يقال أن الكلمة العربية "برج" مشتقة من الكلمة اليونانية القديمة "بيرجوس".

## إِقلِيم
يقال أن برج الشمالي يغطي مساحة قدرها 1.069 هكتارًا، ويرتفع إلى ارتفاع يزيد عن 60 مترًا على تلة تطل على شبه جزيرة صور/صور.
إلى جانب المناطق المبنية في البلديات الثلاث المتجاورة، صور في شبه الجزيرة والمناطق الساحلية إلى الغرب، وعباسية صور إلى الشمال، وعين بعال إلى الجنوب الشرقي، فإن الجزء الحضري من برج الشمالي (6.8 كم) يقع على بعد 10 دقائق بالسيارة من وسط بيروت. كم2) تم دمجها في مدينة صور الكبرى. كما توجد أراضي زراعية غير مأهولة بالسكان، خاصة في أجزائها الشمالية والجنوبية. يوجد في برج الشمالي 24 حيًا مميزًا. والمخيم الفلسطيني ليس إلا واحدا منهم:
على الرغم من أن برج الشمالي يستخدم غالبًا كمرادف للمخيم، فمن المهم أن نلاحظ أن مساحته تبلغ حوالي 135000 متر مربع وبالتالي لا تغطي سوى جزء صغير، أقل بقليل من 1٪، من إجمالي أراضي البلدية. على الرغم من أنها أقل كثافة من مخيمات اللاجئين الأخرى في لبنان، إلا أنها لا تزال واحدة من أكثر المناطق كثافة سكانية في العالم. أحصى تعداد عام 2017 وجود 1243 مبنى داخل المخيم وفي التجمعات المجاورة مع 2807 أسرة.
هناك خمسة مداخل غير رسمية: شوارع القرية السابقة المحصنة بكتل أسمنتية تسمح للمشاة بالمرور، ولكن ليس للسيارات. يتخذ المخيم شكلاً غير منتظم، حيث يتبع حدود ملكية الأراضي التي استأجرتها الحكومة اللبنانية لمدة 99 عاماً. عندما تعبر تلك الحدود، فإنك تجد نفسك في منطقة حضرية غير رسمية. الشوارع غير المخططة والمباني العشوائية تعلن أن هذا هو مكان استثناء قانوني، خارج التنظيم، حيث حالة الطوارئ هي القاعدة. ينقسم المخيم بشكل غير رسمي إلى أحياء سميت على اسم القرى الزراعية في منطقتي صفد وطبرية في فلسطين.
والاستثناء الوحيد هو حي واحد يُعرف باسم المغرب، في إشارة إلى الأصول الشمال أفريقية للسكان، الذين انتقل أسلافهم إلى فلسطين التاريخية أثناء الإمبراطورية العثمانية.

## تاريخ

### العصور القديمة

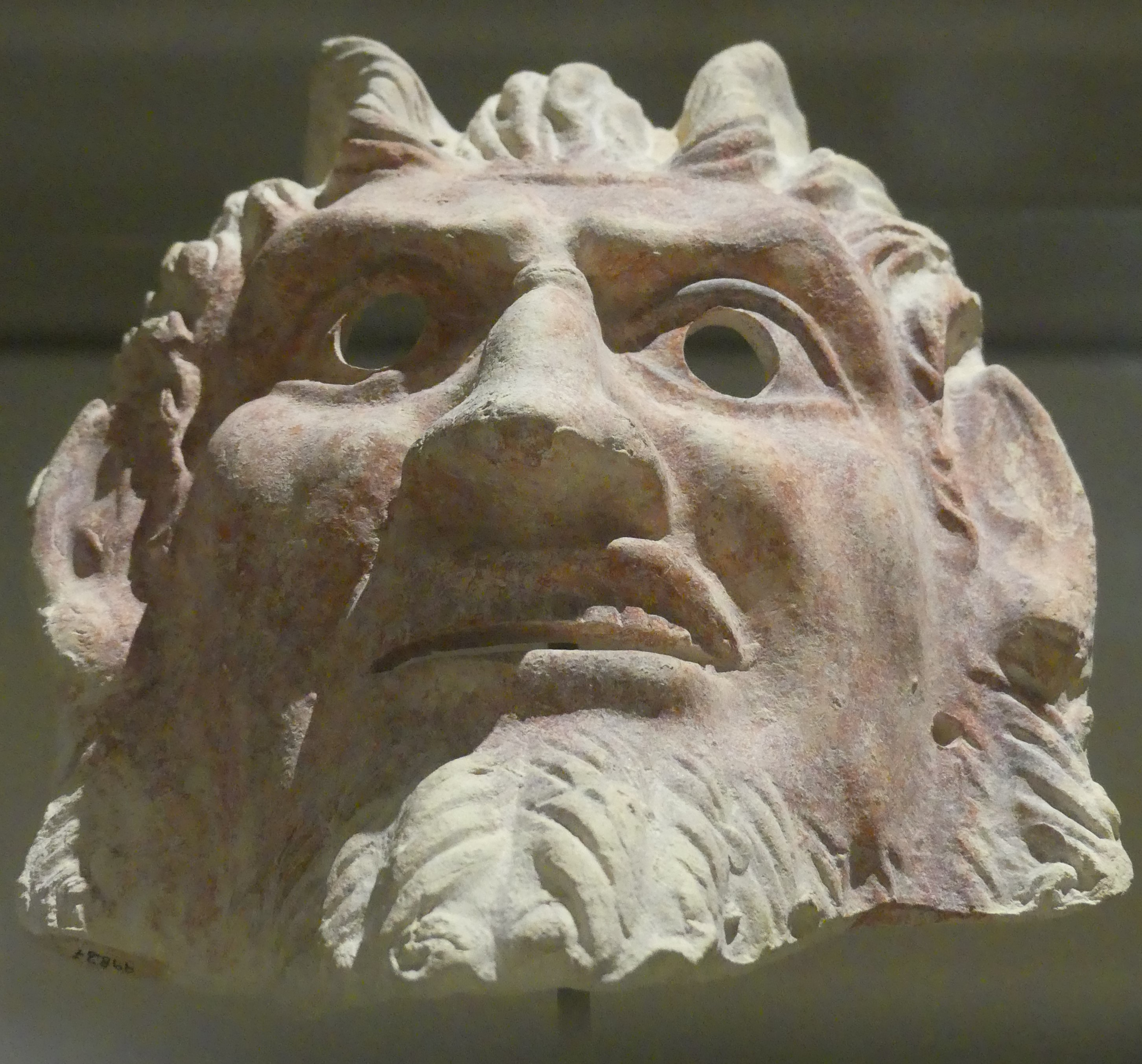
قناع روماني لساتير من برج الشمالي، المتحف الوطني في بيروت

وبحسب علي بدوي، كبير علماء الآثار في جنوب لبنان لدى المديرية العامة للآثار، يمكننا أن نفترض بشكل عام أن جميع القرى المحيطة بصور تأسست بالفعل خلال عصور ما قبل التاريخ مثل العصر الحجري الحديث (5000 قبل الميلاد).
تشير اللوحات الفينيقية وغيرها من القطع الأثرية التي عُثر عليها في برج الشمالي إلى أن المكان كان يُستخدم في القرن الخامس إلى الرابع قبل الميلاد لأغراض جنائزية. إذا كانت هناك مستوطنات خلال ذلك الوقت، فمن المحتمل أنها هدمت على يد جيش الإسكندر الأكبر، الذي دمر جميع القرى الساحلية ومواد البناء المستخدمة لربط جزيرة صور بالخلد أثناء حصار عام 332 قبل الميلاد. ومع ذلك، هناك مؤشرات على وجود مستوطنات في برج الشمالي يعود تاريخها إلى القرن الأول قبل الميلاد على الأقل.
في العصر الروماني، استمر استخدام أجزاء من برج الشمالي كمقبرة. ويُعرض عدد من مقابرها تحت الأرض، التي تحمل لوحات جدارية تعود إلى العصر الروماني، في المتحف الوطني في بيروت. تم الحفاظ على بقايا الطريق الروماني البيزنطي أسفل الطريق الرئيسي الحديث.

### العصور الوسطى

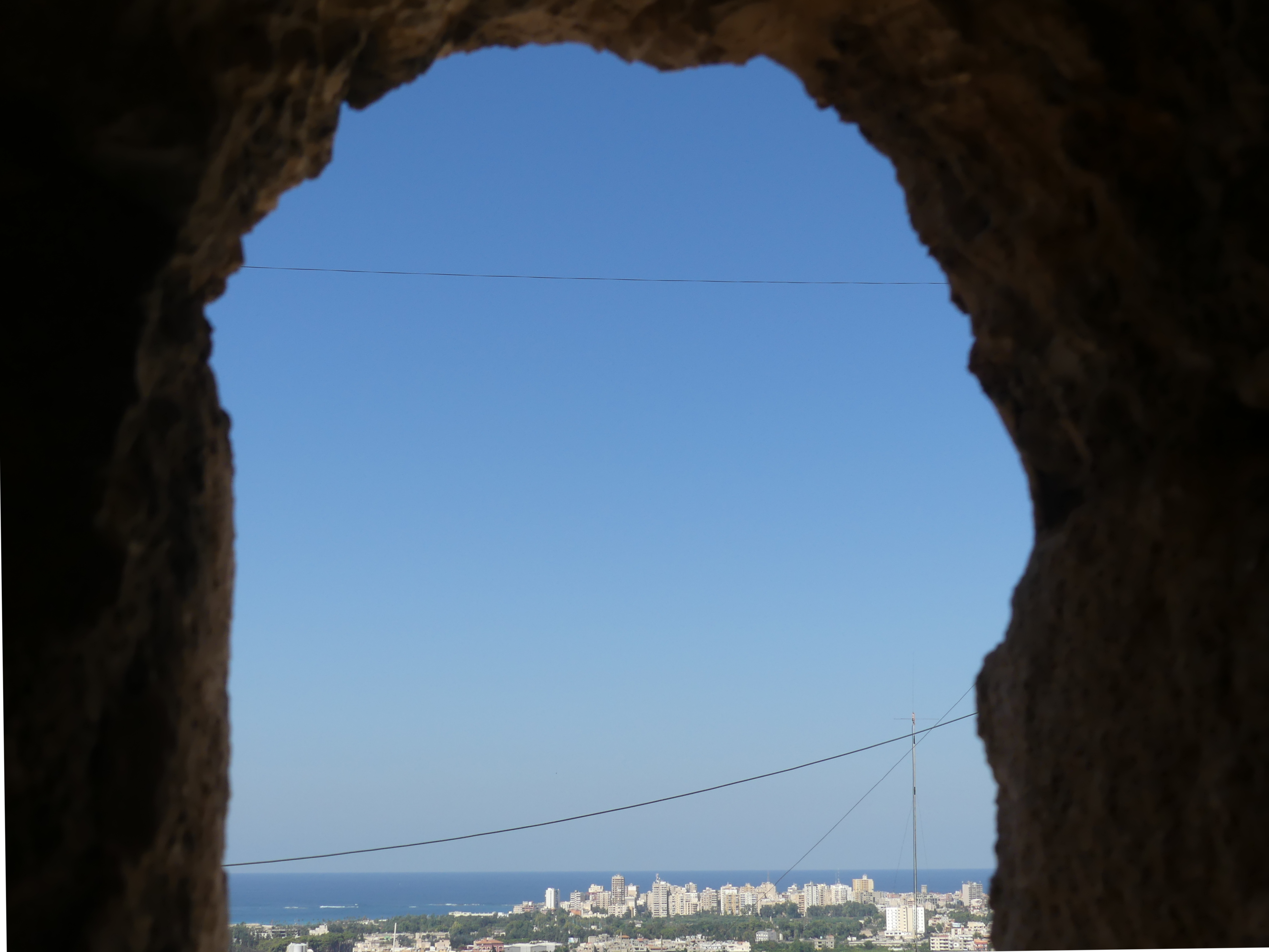
منظر من البرج فوق صور

ليس من الواضح ما إذا كان برج الشمالي استمر في الاستيطان و/أو الاستخدام كمكان جنائزي بعد أن هزمت الجيوش العربية الإمبراطورية البيزنطية في المنطقة واستولت على صور في عام 635 م لمدة نصف ألف عام من الحكم الإسلامي.
عندما استولى جيش الفرنجة على صور في أعقاب الحملة الصليبية الأولى، قام الحكام الجدد ببناء برج محصن على تل برج الشمالي المطل على شبه جزيرة صور. ثم أخذت القرية اسمها من ذلك البرج. ويوجد أيضًا بقايا برج صليبي آخر يعرف باسم البرج القبلي في الجزء الجنوبي من المدينة. كما في العصور القديمة، استخدمت أراضي برج الشمالي كمقابر في العصور الوسطى.

### العصر العثماني

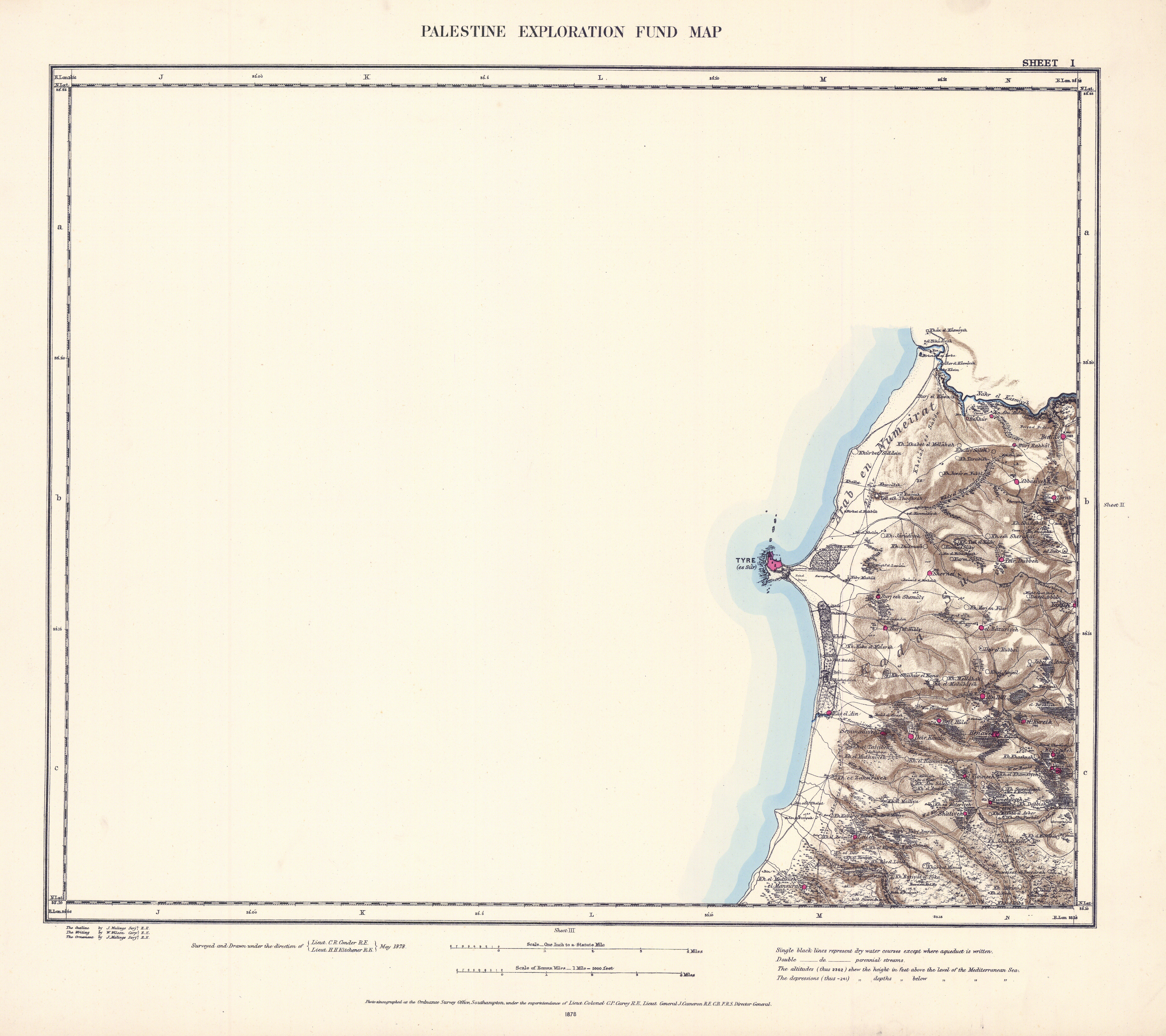
"برج الشمالي" على خريطة SWP

على الرغم من أن الإمبراطورية العثمانية احتلت بلاد الشام في عام 1516، إلا أن جبل عامل (جنوب لبنان الحالي) ظل دون مساس في معظمه لمدة قرن آخر تقريبًا. وعندما عينت القيادة العثمانية في الباب العالي الزعيم الدرزي فخر الدين الثاني من عائلة معن لإدارة المنطقة في بداية القرن السابع عشر، شجع الأمير العديد من المتولي، المسلمين الشيعة المهمشين في ما يعرف الآن بلبنان، على الاستقرار شرقي صور لتأمين الطريق إلى دمشق. وبذلك وضع الأساس للجزء اللبناني من التركيبة السكانية الحديثة لمنطقة برج الشمالي كمكان ذي أغلبية شيعية.
في عام 1875، وجد فيكتور جورين أن القرية يسكنها 150 ميتوالي. تم تقسيم الحصن القديم إلى عدة مساكن خاصة.
في عام 1881، وصف صندوق استكشاف فلسطين ومقره لندن في مسحه لفلسطين الغربية بأنها
قرية كبيرة مبنية من الحجر، تضم حوالي 300 متاولة، تقع على تلة منخفضة، ويحيط بها التين والزيتون والأراضي الصالحة للزراعة. هناك نبعين جيدين بالقرب.
وأشار كذلك إلى أنه كان
قرية بها برج مماثل من البناء المرسوم (مثل برج رحال). يتوج التل بحصن، أقبية هذا الحصن، ذات الشكل المقوس قليلاً، لا تبدو أقدم من الصليبيين، ولكنها بنيت من كتل أقدم، بعضها من البناء المرسوم والبعض الآخر مصقول بالكامل. على بعد ميل تقريبًا إلى الجنوب الغربي من هذا التل توجد سلسلة من المقابر تحت الأرض، تحتوي كل منها على عدة نطاقات من المقابر، والتي استكشفها رينان.

### العصر الحديث

#### الحكم الاستعماري الفرنسي (1920-1943)
لم يسجل إلا القليل عن التطورات التي شهدتها برج الشمالي بعد أن أعلن الحكام الفرنسيون قيام دولة لبنان الكبير في الأول من سبتمبر/أيلول 1920:
في عام 1937، تم اكتشاف مقبرة رومانية مزخرفة بشكل غني مع لوحات جدارية من القرن الثاني الميلادي بالصدفة في منطقة مقبرة قديمة. وبعد عامين، قام عالم الآثار موريس دونان بتفكيك اللوحات الجدارية وترميمها في قبو المتحف الوطني في بيروت (انظر المعرض أدناه).

#### بعد الاستقلال (منذ عام 1943)
بعد استقلال لبنان عن فرنسا في 22 نوفمبر/تشرين الثاني 1943، لم يتمتع جنوب لبنان بالسلام إلا لمدة أقل من خمس سنوات. كانت الحدود مع فلسطين الانتدابية التي كانت تحت الحكم البريطاني لا تزال مفتوحة خلال تلك الأوقات، وكان العديد من اليهود الفلسطينيين يقضون عطلاتهم في صور، بينما كان العديد من اللبنانيين الجنوبيين يسافرون بحرية إلى حيفا وتل أبيب.

##### نكبة فلسطين عام 1948

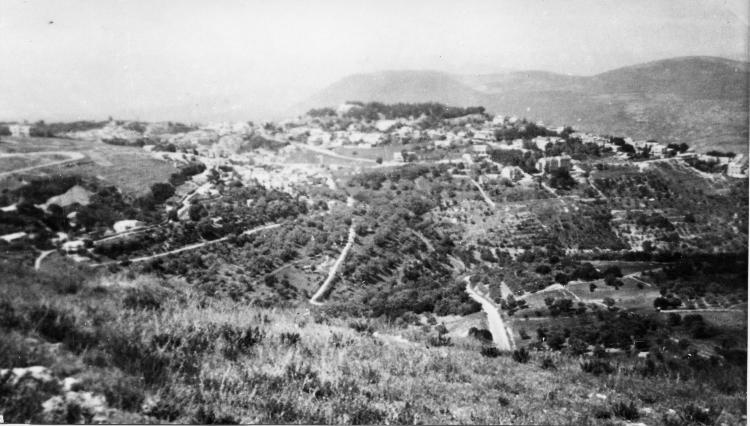
منظر لمدينة صفد من جبل كنعان، التقط في أبريل أو مايو 1948 أثناء عملية يفتاح

ومع ذلك، عندما أُعلنت دولة إسرائيل في مايو/أيار 1948، فر ما يقدر بنحو 127 ألف فلسطيني إلى لبنان وحده حتى نهاية ذلك العام. وفي مواجهة هذا النزوح، المعروف أيضًا باسم النكبة، أقامت رابطة جمعيات الصليب الأحمر مخيمًا من الخيام في برج الشمالي. كان اللاجئون في الغالب من الحولة، ولوبية، وصفوري، وطبرية، وصفد، حيث كانوا يعيشون في الغالب على الزراعة. سجل مشروع التاريخ الشفوي ما يلي:
في كثير من الأحيان يبدأ اللاجئون من عام 1948 سرد قصصهم بالحديث عن ما كان يزرعونه في الماضي. على سبيل المثال، بدأت إحدى العائلات اللاجئة في برج الشمالي وصفها للحياة قبل الخروج من خلال إخبارهم كيف كانوا يزرعون الذرة الصفراء والبيضاء والقمح والحبوب والسمسم والفاصوليا الكبيرة والفاصوليا البيضاء والعدس. كان هناك الكثير من الخضروات والفواكه، والمشمش، وأشجار الخوخ، والبرقوق، والعنب، والكرز (نادر جدًا في المنطقة)، والبطيخ الكبير والحلو، والبطيخ العسلي".

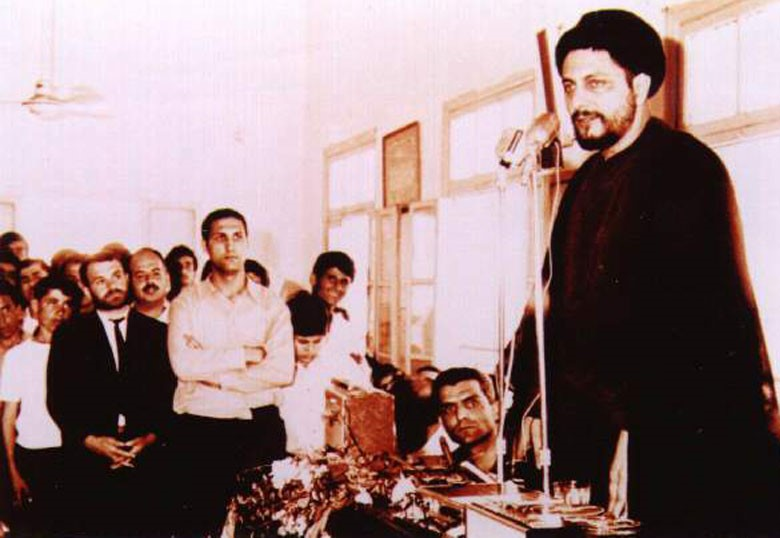
موسى الصدر يتحدث في صور (بدون تاريخ)

عانى اللاجئون في البداية من ظروف سيئة للغاية حيث كان المخيم في البداية مؤقتًا فقط وأصبح نقطة عبور:
"تم حلها في يونيو/حزيران 1949، وتوزع لاجئوها البالغ عددهم 6010 على أربعة مخيمات في منطقتي صيدا والبقاع. وقد نفذ موظفو الرابطة هذه العملية في وقت قياسي بلغ أربعة أيام، بالتعاون مع الحكومة اللبنانية".
ويبدو أن العديد منهم قد عادوا إلى برج الشمالي على الرغم من إنشاء "البصمة" الحالية في عام 1955. في ذلك الوقت بدأت الأونروا في تقديم المساعدات الإنسانية، خدمات البنية التحتية (المياه والصرف الصحي والكهرباء وشبكات الطرق والمأوى) والتعليم المدرسي والرعاية الصحية، لسكان المخيم.
وفي هذه الأثناء، استقر المزيد من اللاجئين الفلسطينيين في منطقة معشوق – 1 كم إلى الغرب من برج الشمالي – على أراضٍ زراعية مملوكة للدولة اللبنانية كحي وليس مخيماً. وتقع الجهة الشرقية منها والتي تعتبر منطقة صناعية وكذلك الجهة الجنوبية من الطريق الرئيسي والتي تشهد العديد من الأنشطة التجارية ضمن نطاق بلدية برج الشمالي مما يدل على تعسف العديد من الحدود.
أعرب الجمهور في صور عن تضامنه مع القضية الفلسطينية في تلك الحقبة المبكرة بعد الاستقلال، وخاصة بفضل سياسات الإمام المخضرم والمصلح الاجتماعي عبد الحسين شرف الدين، الذي قدم المأوى لمفتي القدس أمين الحسيني بعد وقت قصير من بدء الثورة العربية في فلسطين (1936-1939). بعد وفاة شرف الدين في عام 1957، بدأ ميزان القوى في جنوب لبنان والبلاد بأكملها يتحول تدريجياً مع وصول وافد جديد إلى الساحة السياسية:

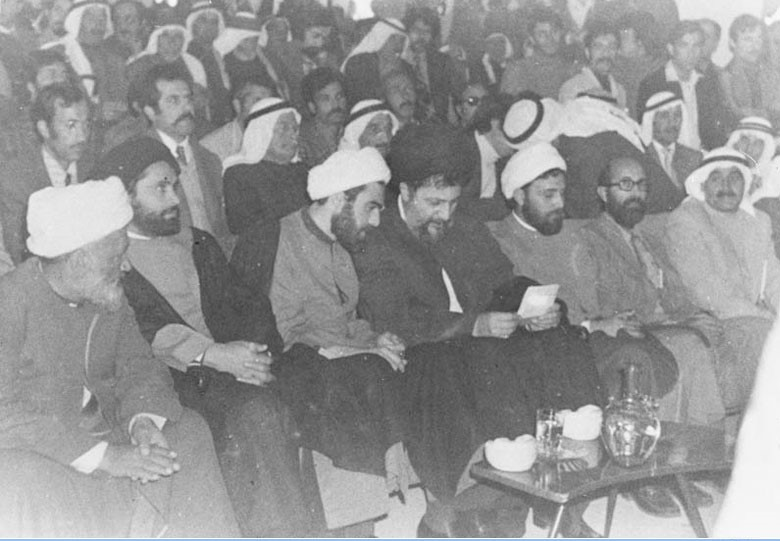
الصدر (وسط الصورة، بالأسود) مع مصطفى شمران، على اليسار

في عام 1959، انتقل رجل الدين الشيعي المولود في إيران السيد موسى الصدر إلى صور لخلافة المرحوم شرف الدين".وكان من بين "أعماله الأولى المهمة" إنشاء مركز للتدريب المهني في برج الشمالي والذي أصبح "رمزًا مهمًا لقيادته". ويقال إن أحد أول مديري المعهد كان ماروني، في حين بدأ مديره الشيعي المولود في العراق التدريبات العسكرية للشباب الشيعة بدعم من المقاتلين الفلسطينيين في المخيم.
بحلول عام 1968، كان هناك 7,159 لاجئًا فلسطينيًا مسجلاً في مخيم برج السيمالي. وفي الوقت نفسه، وخلال العقد الماضي، أصبحت منطقة صور الكبرى، بما في ذلك برج الشمالي، عرضة بشكل متزايد لحركة انتقال من الريف إلى المدن، والتي استمرت منذ ذلك الحين وأدت إلى نمو المستوطنات حول المخيم.
وقد تجلى تضامن اللبنانيين الصوريين مع الفلسطينيين بشكل خاص في شهر يناير/كانون الثاني 1969 من خلال الإضراب العام للمطالبة بصد الهجمات الإسرائيلية على الأهداف الفلسطينية في بيروت. ومع ذلك، تغير هذا الشعور خلال النصف الأول من سبعينيات القرن العشرين عندما انخرط السكان المحليون بشكل متزايد في تبادل إطلاق النار بين التمرد الفلسطيني في جنوب لبنان والانتقام من التمرد المضاد الذي شنته إسرائيل.
في عام 1974، هاجم الجيش الإسرائيلي المخيم: في 20 يونيو، قصفت القوات الجوية الإسرائيلية المخيم، ووفقًا للجيش اللبناني، أسفر القصف عن مقتل 8 أشخاص، بينما أصيب 30 آخرون.
في العام نفسه، أسس الصدر حركة المحرومين، وبعد عام واحد، قبل وقت قصير من بدء الحرب الأهلية اللبنانية، أسس جناحها العسكري الفعلي : أفواج المقاومة اللبنانية (أمل). وأصبح مدير المدرسة الفنية للصدر الإيراني مصطفى تشمران، الذي كان متزوجاً من الناشطة في حركة أمل غادة جبار، مدرباً رئيسياً في حرب العصابات. واصل الفيزيائي الذي تلقى تدريبه في الولايات المتحدة مسيرته حتى أصبح أول وزير دفاع لإيران بعد الثورة. كان التدريب العسكري والأسلحة لمقاتلي أمل لا يزال يتم توفيره بشكل رئيسي من قبل المسلحين الفلسطينيين، لكن الصدر ابتعد عنهم بشكل متزايد مع تصاعد الوضع إلى حرب أهلية:

##### الحرب الأهلية اللبنانية (1975-1990)
في يناير 1975، هاجمت وحدة من الجبهة الشعبية لتحرير فلسطين ثكنات الجيش اللبناني في صور. وفي حين نددت منظمة التحرير الفلسطينية بالهجوم ووصفته بأنه "عمل متعمد ومتهور"، فقد أرسلت في شهر مارس/آذار قوة كوماندوز خاصة بها مكونة من ثمانية أفراد للإبحار من ساحل صور إلى تل أبيب لشن هجوم على فندق سافوي، والذي أسفر عن مقتل ثمانية رهائن مدنيين وثلاثة جنود إسرائيليين بالإضافة إلى سبعة من المهاجمين الثمانية. وبعد خمسة أشهر هاجمت إسرائيل مدينة صور "من البر والبحر والجو" في سلسلة من الهجمات على مدى بضعة أسابيع.
ثم في عام 1976، استولى القادة المحليون لمنظمة التحرير الفلسطينية على الحكومة البلدية في صور بدعم من حلفائهم في الجيش العربي اللبناني. احتلوا ثكنات الجيش وأقاموا حواجز على الطرق وبدأوا بجمع الجمارك في الميناء. ومع ذلك، فقد الحكام الجدد دعمهم من السكان اللبنانيين في صور بسرعة بسبب "سلوكهم التعسفي والوحشي في كثير من الأحيان". حتى السياسي المخضرم في صور جعفر شرف الدين، الذي روجت عائلته لحرية الفلسطينيين على مر الأجيال، نُقل عنه انتقاده لمنظمة التحرير الفلسطينية بسبب "انتهاكاتها وتخريبها للقضية الفلسطينية" خلال تلك الفترة.
في عام 1977، فقد ثلاثة صيادين لبنانيين حياتهم في هجوم إسرائيلي في صور. رد مسلحون فلسطينيون بإطلاق صواريخ على بلدة نهاريا الإسرائيلية، ما أدى إلى مقتل ثلاثة مدنيين. وردت إسرائيل بدورها بقتل " أكثر من مائة " مدني، معظمهم من الشيعة اللبنانيين، في الريف الجنوبي اللبناني. وذكرت بعض المصادر أن هذه الأحداث المميتة وقعت في شهر يوليو/تموز، في حين أرجعتها مصادر أخرى إلى شهر نوفمبر/تشرين الثاني. وبحسب الأخير، فقد شنت قوات الاحتلال الإسرائيلية أيضًا غارات جوية كثيفة بالإضافة إلى قصف مدفعي وقوارب حربية على مدينة صور والقرى المحيطة بها، ولكن بشكل خاص على مخيمات اللاجئين الفلسطينيين في الرشيدية وبرج الشمالي والباص.

###### صراع جنوب لبنان مع إسرائيل عام 1978

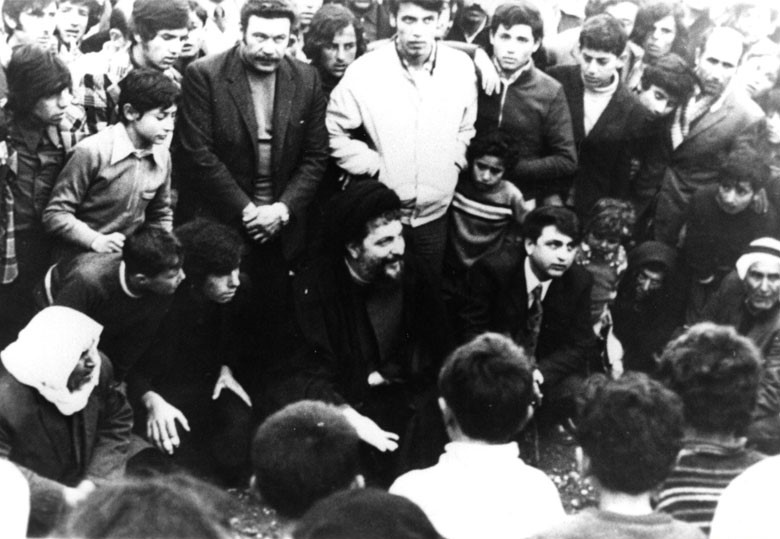
الصدر يزور المناطق التي تعرضت للقصف في جنوب لبنان (بدون تاريخ)

في الحادي عشر من مارس/آذار 1978، أبحرت دلال المغربي،وهي شابة من مخيم صبرا للاجئين الفلسطينيين في بيروت- برفقة اثني عشر مقاتلاً فدائياً فلسطينياً من صور إلى شاطئ شمال تل أبيب. وأصبحت هجماتهم على الأهداف المدنية معروفة باسم مذبحة الطريق الساحلي التي أسفرت عن مقتل 38 مدنياً إسرائيلياً، من بينهم 13 طفلاً، وإصابة 71 آخرين. وأعلنت منظمة التحرير الفلسطينية مسؤوليتها عن حمام الدم، وبعد ثلاثة أيام غزت قوات الاحتلال الإسرائيلية لبنان، وبعد بضعة أيام احتلت الجنوب بأكمله، باستثناء منطقة صور الحضرية. ومع ذلك، تأثرت مدينة صور بشدة بالقتال أثناء عملية الليطاني، حيث تحمل المدنيون وطأة الحرب، سواء من حيث الأرواح أو من الناحية الاقتصادية. واستهدف جيش الاحتلال الإسرائيلي الميناء بشكل خاص بزعم أن منظمة التحرير الفلسطينية تلقت أسلحة من هناك ومن مخيمات اللاجئين الفلسطينيين.
في 23 مارس/آذار 1978 وصلت أولى قوات قوة الأمم المتحدة المؤقتة في لبنان (اليونيفيل) إلى جنوب لبنان، لكن القوات الفلسطينية لم تكن راغبة في التخلي عن مواقعها في مدينة صور وما حولها. ولم تتمكن قوات اليونيفيل من طرد هؤلاء المسلحين وتكبدت خسائر فادحة. ولذلك قبلت جيبًا من المقاتلين الفلسطينيين في منطقة عملياتها والذي أطلق عليه اسم "جيب صور". في الواقع، استمرت منظمة التحرير الفلسطينية في حكم مدينة صور مع حلفائها اللبنانيين من الحركة الوطنية اللبنانية، التي كانت في حالة من الفوضى بعد اغتيال زعيمها كمال جنبلاط عام 1977.

###### اختفاء موسى الصدر عام 1978

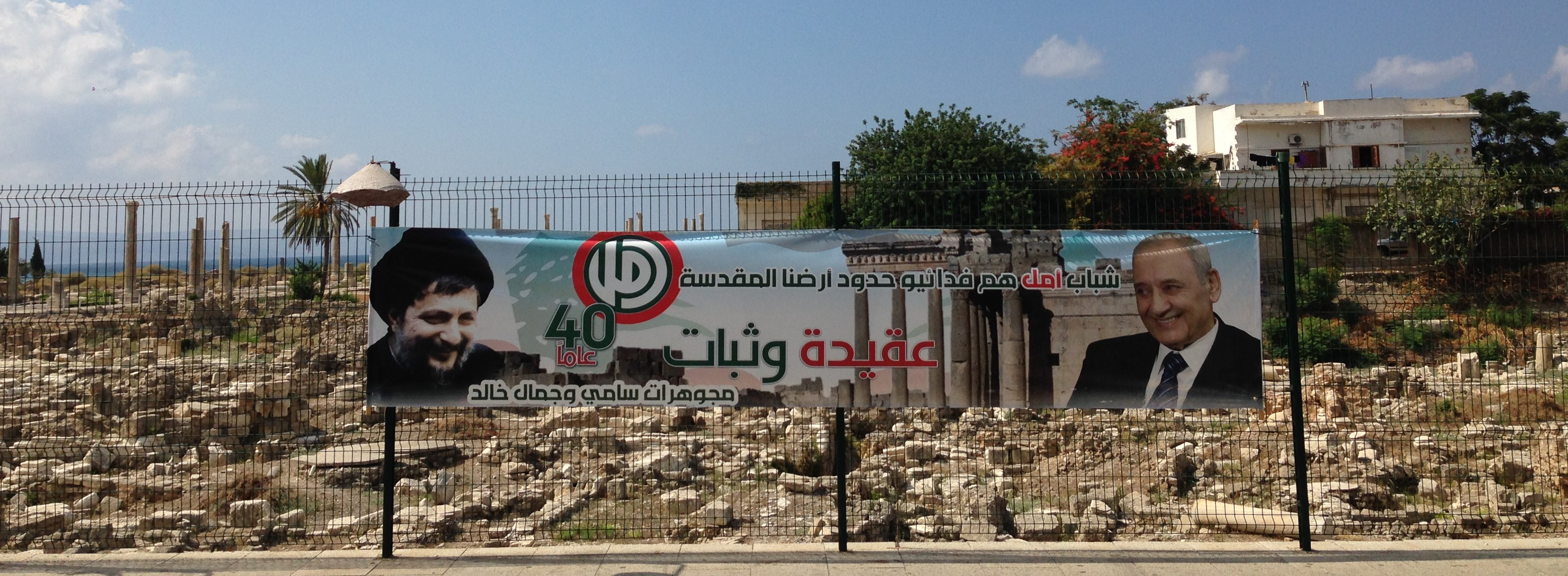
لافتة في صور تخلد الذكرى الأربعين لاختفاء الصدر، ويظهر فيها أيضاً نبيه بري (يمين)، خليفته في قيادة حركة أمل.

اختفى مؤسس حركة أمل الصدر في ظروف غامضة بعد زيارة للزعيم الليبي معمر القذافي في 31 أغسطس 1978. وقد استمر إرثه إلى يومنا هذا: إذ يُنسب إليه على نطاق واسع الفضل في "وضع المجتمع الشيعي على قدم المساواة مع المجتمعات اللبنانية الكبرى الأخرى". ورغم أن خسارة الصدر كانت عظيمة، إلا أنها أصبحت ولا تزال نقطة تجمع رئيسية للمجتمع الشيعي في جميع أنحاء لبنان، وخاصة في جنوب لبنان.
استمرت عمليات القصف المتكررة التي يشنها جيش الاحتلال الإسرائيلي على مدينة صور الكبرى من البر والبحر والغارات الجوية بعد عام 1978. في يناير 1979، بدأت إسرائيل هجمات بحرية على المدينة. وبحسب شهود عيان فلسطينيين، قُتلت امرأتان في مخيم برج الشمالي، ودُمر 15 منزلاً بالكامل، وتضرر 70 منزلاً آخر.
ومن ناحية أخرى، ورد أن منظمة التحرير الفلسطينية حولت نفسها إلى جيش شبه نظامي من خلال شراء أنظمة أسلحة كبيرة، بما في ذلك الدبابات السوفييتية من طراز تي-34 التي تعود إلى حقبة الحرب العالمية الثانية، والتي نشرتها في "جيب صور" بنحو 1500 مقاتل. ومن هناك استمر القصف على الجليل، وخاصة بصواريخ الكاتيوشا، حتى وقف إطلاق النار في يوليو/تموز 1981.
ومع تزايد السخط بين السكان الشيعة إزاء المعاناة الناجمة عن الصراع بين إسرائيل والفصائل الفلسطينية، تزايدت التوترات بين حركة أمل والمسلحين الفلسطينيين. وقد تفاقم الصراع على السلطة بسبب دعم منظمة التحرير الفلسطينية لمعسكر صدام حسين أثناء الحرب العراقية الإيرانية، في حين انحازت حركة أمل إلى طهران. وفي نهاية المطاف، تصاعد الاستقطاب السياسي بين الحلفاء السابقين إلى صدامات عنيفة في العديد من قرى جنوب لبنان، بما في ذلك منطقة صور. وقد وقع أعنف هذا النوع من الحوادث في إبريل/نيسان 1982، عندما قصفت منظمة التحرير الفلسطينية (فتح) معهد التدريب الفني التابع لحركة أمل في برج الشمالي لمدة عشر ساعات.

###### الغزو الإسرائيلي عام 1982
في أعقاب محاولة اغتيال السفير الإسرائيلي شلومو أرجوف في لندن، أطلق جيش الاحتلال الإسرائيلي في 6 يونيو/حزيران 1982 ما أسماه عملية السلام في الجليل، وغزا لبنان مرة أخرى. وفي برج الشمالي، كما هو الحال في العديد من المخيمات الأخرى، "قاوم المقاتلون الفلسطينيون بشراسة". وتشير التقارير إلى أن الهجمات الجوية بقنابل الفوسفور أدت إلى مقتل نحو 100 مدني في ملجأ واحد فقط. وقُدِّر العدد الإجمالي للضحايا غير المقاتلين بأكثر من 200 في ذلك المعسكر وحده. وتتراوح تقديرات خسائر جيش الاحتلال الإسرائيلي في الرشيدية وبرج الشمالي بين 21 و"ما يقرب من 120".
واستمرت المعارك في برج الشمالي لمدة ثلاثة أيام ونصف، تم خلالها صد محاولات متكررة لاختراق المخيم بشكل حاسم".
وبحسب وكالة الأمم المتحدة لإغاثة وتشغيل اللاجئين الفلسطينيين في الشرق الأدنى (الأونروا)، فإن مخيم برج الشمالي "تعرض لأضرار بالغة" ووجدت لجنة دولية للتحقيق في الانتهاكات المزعومة للقانون الدولي من جانب إسرائيل أثناء غزوها أن جيش الاحتلال الإسرائيلي دمر 35 في المائة من المنازل في المخيم. وقد تم تنفيذ الكثير من الدمار "بشكل منهجي" بعد توقف القتال الفعلي مع المقاتلين الفلسطينيين.
وفي الوقت نفسه، أقام جيش الاحتلال الإسرائيلي مجمعاً كبيراً بجوار مركز أمل للتدريب التقني الذي أسسه موسى الصدر:
وكان المركز بمثابة مكتب لزعيم حركة أمل في جنوب لبنان داود سليمان داود، الملقب بـ"ديفيد ديفيد" بسبب استعداده المزعوم للتفاوض مع إسرائيل. كان من سكان طربيخا، إحدى القرى الشيعية الخمس في شمال الجليل التي تم إخلاؤها في أكتوبر/تشرين الأول ونوفمبر/تشرين الثاني 1948، وكان خصومه اللبنانيون يطلقون عليه في كثير من الأحيان لقب فلسطيني. ولم يتجنب داود وغيره من قادة حركة أمل الاتصالات السرية مع الإسرائيليين، لكنهم رفضوا الولاء العلني. وسرعان ما فقدت قوات الاحتلال الإسرائيلية صبرها وقامت باعتقال ثلاثة عشر من قادة حركة أمل في وقت مبكر من صيف عام 1982.
وسرعان ما تصاعد الوضع أكثر: ففي 11 نوفمبر/تشرين الثاني 1982، أدى هجوم انتحاري بسيارة محملة بالمتفجرات إلى تدمير مقر الجيش والاستخبارات الإسرائيلي في صور. وقد قُتل ما يصل إلى تسعين جنديًا وضابطًا وجاسوسًا، فضلاً عن عدد غير معروف من المعتقلين اللبنانيين والفلسطينيين. وبما أنه لم يعلن أي أحد مسؤوليته عن الاعتداء في البداية، فقد أصبحت أمل موضع شك أيضًا. وفي مايو/أيار 1983، قام جيش الاحتلال الإسرائيلي بتفتيش مركز التدريب، وورد أنه أطلق النار على مجموعة من التلاميذ في ساحة المدرسة، مما أسفر عن مقتل طفل وإصابة تسعة آخرين. ودعا داود إلى إضراب حداد وهدد بالمقاومة.
ثم في نوفمبر/تشرين الثاني 1983، أدى هجوم انتحاري آخر على المقر الإسرائيلي الجديد في صور إلى مقتل 29 جندياً وضابطاً إسرائيلياً وإصابة ثلاثين آخرين. كما قتل 32 لبنانيا وفلسطينيا، معظمهم من المعتقلين. وفي عام 1985 فقط، تم إعلان مسؤولية كلا الهجومين عن منظمة أصبحت لاعباً رئيسياً: حزب الله.

###### استحواذ أمل عام 1985
وفي هذه الأثناء، في فبراير/شباط 1985، شن أحد أعضاء حركة أمل من صور هجوماً انتحارياً على قافلة لجيش الاحتلال الإسرائيلي في برج الشمالي، مما أدى إلى إصابة عشرة جنود. أدت عمليات الانتقام الإسرائيلية في المنطقة الواقعة شرقي صور إلى مقتل خمسة عشر شخصًا وجرح العشرات. واستهدف جيش الاحتلال الإسرائيلي تحديدًا مركز التدريب الفني لحركة أمل ومقرها الجنوبي في برج الشمالي، مما أدى إلى "إشعال حلقة جديدة من العنف". وتحت وطأة الضغط المتزايد، انسحبت القوات الإسرائيلية من منطقة صور الكبرى بحلول نهاية أبريل/نيسان 1985، واستولت حركة أمل على السلطة هناك.
وبقيت أولوية أمل هي منع عودة أي وجود فلسطيني مسلح إلى الجنوب، وذلك في المقام الأول لأن هذا من شأنه أن يؤدي إلى تدخل إسرائيلي متجدد في المناطق التي تم إخلاؤها مؤخراً. تم عزل حوالي 60 ألف لاجئ فلسطيني في المخيمات المحيطة بصور (البص، الرشيدية، البرج الشمالي) عن العالم الخارجي، على الرغم من أن حركة أمل لم تنجح أبداً في السيطرة الكاملة على المخيمات نفسها. وفي كانتون صيدا السني، عادت منظمة التحرير الفلسطينية المسلحة بقوة.
في سبتمبر 1986، انفجرت التوترات بين حركة أمل ومنظمة التحرير الفلسطينية في حرب المخيمات، والتي تعتبر "واحدة من أكثر الحلقات وحشية في حرب أهلية وحشية": عندما أطلقت مجموعة من الفلسطينيين النار على دورية لحركة أمل في الرشيدية، فرضت الميليشيا الشيعية حصارًا على المخيم وكذلك على أولئك الموجودين في البص وبرج الشمالي. بعد شهر واحد، هاجمت حركة أمل الرشيدية، ويقال إنها حصلت على مساعدة من حلفائها من الحزب التقدمي الاشتراكي، والصاعقة، والجبهة الشعبية لتحرير فلسطين – القيادة العامة. وامتد القتال واستمر لمدة شهر. وبحلول ذلك الوقت، نزح نحو 7000 لاجئ من منطقة صور مرة أخرى.
قامت حركة أمل باجتياح مخيمي البص والبرج الشمالي غير المسلحين، وأحرقت المنازل واعتقلت أكثر من ألف رجل.
واستمر الحصار حتى كانون الثاني/يناير 1988 وأدى إلى مقتل مئات الفلسطينيين في المخيمات في مختلف أنحاء لبنان. ولم يعرف حتى الآن عدد الضحايا في مخيم البرج الشمالي. وانتهى الصراع بانسحاب القوات الفلسطينية الموالية لزعيم منظمة التحرير الفلسطينية ياسر عرفات من بيروت وإعادة انتشارها في المخيمات في جنوب لبنان. كما ظل المخيم الواقع في برج الشمالي تحت سيطرة حركة فتح التي يتزعمها عرفات والفصائل الموالية لها من فصائل أخرى في منظمة التحرير الفلسطينية، على الرغم من أن بعض القوى المعارضة لهم ـ بما في ذلك الإسلاميين ـ احتفظت بوجودها وتمثيلها هناك أيضاً.
في سبتمبر/أيلول 1988، أدى الصراع الشيعي الداخلي بين حركة أمل وحزب الله إلى سقوط ضحية بارزة واحدة على الأقل من برج الشمالي: زعيم حركة أمل في جنوب لبنان داود داود، الذي قُتل في بيروت خلال تجدد الاشتباكات.

##### ما بعد الحرب الأهلية (منذ عام 1991)
بعد انتهاء الحرب الأهلية المدمرة في لبنان من خلال اتفاق الطائف في عام 1990، انتشرت وحدات من الجيش اللبناني على طول الطريق الساحلي وحول مخيمات اللاجئين الفلسطينيين في صور، بما في ذلك برج الشمالي. وقد ظلت السلطة الفلسطينية خاضعة لحكم لجنة شعبية تهيمن عليها حركة فتح وفصائل أخرى متحالفة معها من منظمة التحرير الفلسطينية، ولكنها ضمت مجموعات أخرى مثل الجبهة الشعبية لتحرير فلسطين.

في عام 1994، يبدو أن العديد من سكان مخيم برج الشمالي قد استفادوا من عملية تجنيس استثنائية: فبينما تم حرمان اللاجئين الفلسطينيين عمومًا من الجنسية اللبنانية، إلى جانب العديد من الحقوق الأساسية، فقد منحت الحكومة في بيروت الآن جوازات سفر للاجئين وأحفادهم من القرى السبع ذات الأغلبية الشيعية في فلسطين ومن منطقة الجليل. لقد حصلوا على جنسية لبنان الكبير من فرنسا في عام 1921، ولكن تم إلحاقهم بفلسطين الانتدابية البريطانية بعد عامين من قبل لجنة بوليت-نيومكومب. وفي نكبة عام 1948، فر كثيرون إلى منطقة صور الكبرى واستقروا في مخيم برج الشمالي. المرسوم الحكومي رقم 5247 لسنة 1994 نص على
فرصة للنشاط في المخيم من قبل بعض الأحزاب اللبنانية والبرلمانيين خاصة خلال الحملة النيابية عام 1996 والحملة البلدية عام 1998.
في عام 2004، خففت الحكومة اللبنانية القيود التي كانت مفروضة منذ فترة طويلة على إدخال مواد البناء إلى المخيم. لقد شهد المخيم بالفعل طفرة في البناء غير الرسمي منذ تسعينيات القرن العشرين، حيث استثمر الفلسطينيون المقيمون في الخارج أموالهم لتحسين منازل عائلاتهم أو بناء منازل التقاعد الخاصة بهم.

###### حرب 2006 بين إسرائيل وحزب الله
خلال غزو إسرائيل للبنان في حرب 2006، تعرضت قرية البرج الشمالي لقصف شديد مرة أخرى:
- في التاسع من يوليو/تموز، تعرضت مصانع مكونات البلاستيك الطبية والبلاستيميد لهجوم شنته القوات الجوية الإسرائيلية؛
- في 16 يوليو/تموز، قُتل خمسة مدنيين، بينهم طفلان، في هجوم آخر شنته القوات الجوية الإسرائيلية على مصنع سابق للصابون؛
- في 13 أغسطس، قُتل خمسة مدنيين آخرين بصاروخ أطلقه سلاح الجو الإسرائيلي، من بينهم ثلاثة أطفال وخادمة سريلانكية.[65]

###### ما بعد حرب 2006
في ديسمبر/كانون الأول 2009، قُتل رجلان من برج الشمالي كانا مسؤولين في حركة حماس الإسلامية في "هجوم غامض بالقنابل" في جنوب بيروت.
في ديسمبر/كانون الأول 2011، أصابت قنبلة على جانب الطريق دورية فرنسية تابعة لقوات اليونيفيل في برج الشمالي، مما أدى إلى إصابة خمسة من قوات حفظ السلام ومدني لبناني واحد.
وبحسب دراسة أجريت عام 2014، فإن غالبية اللاجئين الفلسطينيين في برج الشمالي يؤيدون حركة فتح. ومع ذلك، فقد لاحظت أنه، على عكس المعسكر الآخر في الرشيدية في صور، كان هناك أيضًا حضور كبير لحماس. بالإضافة إلى ذلك، كانت الجبهة الشعبية لتحرير فلسطين، والجبهة الديمقراطية لتحرير فلسطين، وحركة الجهاد الإسلامي في فلسطين ممثلة في اللجان الشعبية التي تحكم المخيم.
في عام 2016، كان رئيس بلدية برج الشمالي هو الحاج علي ديب.

## التركيبة السكانية
في عام 2014، شكل المسلمون نسبة 99.67% من الناخبين المسجلين في برج الشمالي. 68.47% من الناخبين كانوا من المسلمين الشيعة و31.21% من المسلمين السنة.

### بلدية لبنانية
لا توجد أرقام رسمية لعدد السكان اللبنانيين وغير اللبنانيين في برج الشمالي خارج المخيم. وتشير التقديرات إلى أن العدد بلغ 22,311 في عام 1997 و32,886 في عام 2011. وشملت هذه الأرقام الفلسطينيين المقيمين حول المخيم:
يبحث اللاجئون الصاعدون عن طرق للانتقال خارج المخيم. ويسكن الشقق القريبة من القرية أفراد من الطبقة المتوسطة الفلسطينية: الأطباء والممرضات والمعلمون والإداريون الذين يستطيعون تحمل تكاليف السكن عالي الجودة ولكنهم يرغبون في البقاء على مقربة من مجتمعهم وخدمات الإغاثة مثل الرعاية الصحية والتعليم.
في الواقع، وعلى الرغم من الحدود الواضحة للمخيم، فإن بعض حدود الأراضي والهويات الثقافية أكثر ضبابية وسلاسة. على سبيل المثال، في عام 2017 على الأقل، كان أحد أعضاء المجلس البلدي فلسطينيًا مجنسًا من مخيم برج الشمالي، لأنه من المحتمل أنه نشأ في إحدى القرى السبع ذات الأغلبية الشيعية في فلسطين (انظر أعلاه). ومع ذلك، وجدت دراسة يابانية أن "العديد من الأشخاص من قرى أخرى أيضًا حصلوا على الجنسية من خلال ادعائهم بأنهم سكان القرى السبع".
بعد اندلاع الحرب الأهلية السورية في عام 2011، أقام مئات اللاجئين السوريين خيامًا على الأراضي العامة التابعة لبلدية برج الشمالي، لكنهم واجهوا عمليات إخلاء سريعة.
في عام 2016، قُدِّر العدد الإجمالي للأشخاص الذين يعيشون في برج الشمالي، بما في ذلك المخيم، بنحو 61,973 نسمة.
وفيما يتعلق بمزيد من الغموض في الخطوط الفاصلة بين المساحات والانتماءات (الذاتية)، فمن الجدير بالذكر أن هناك أيضًا العديد من اللبنانيين الفقراء الذين انتقلوا إلى المخيمات الفلسطينية نظرًا لأن الإيجارات رخيصة نسبيًا هناك. ومن غير الواضح ما إذا كانت هذه ظاهرة واسعة النطاق في برج الشمالي كما هو الحال في المخيمات الأخرى، ولكن من الآمن أن نفترض أنها موجودة هناك أيضًا:

### مخيم اللاجئين الفلسطينيين

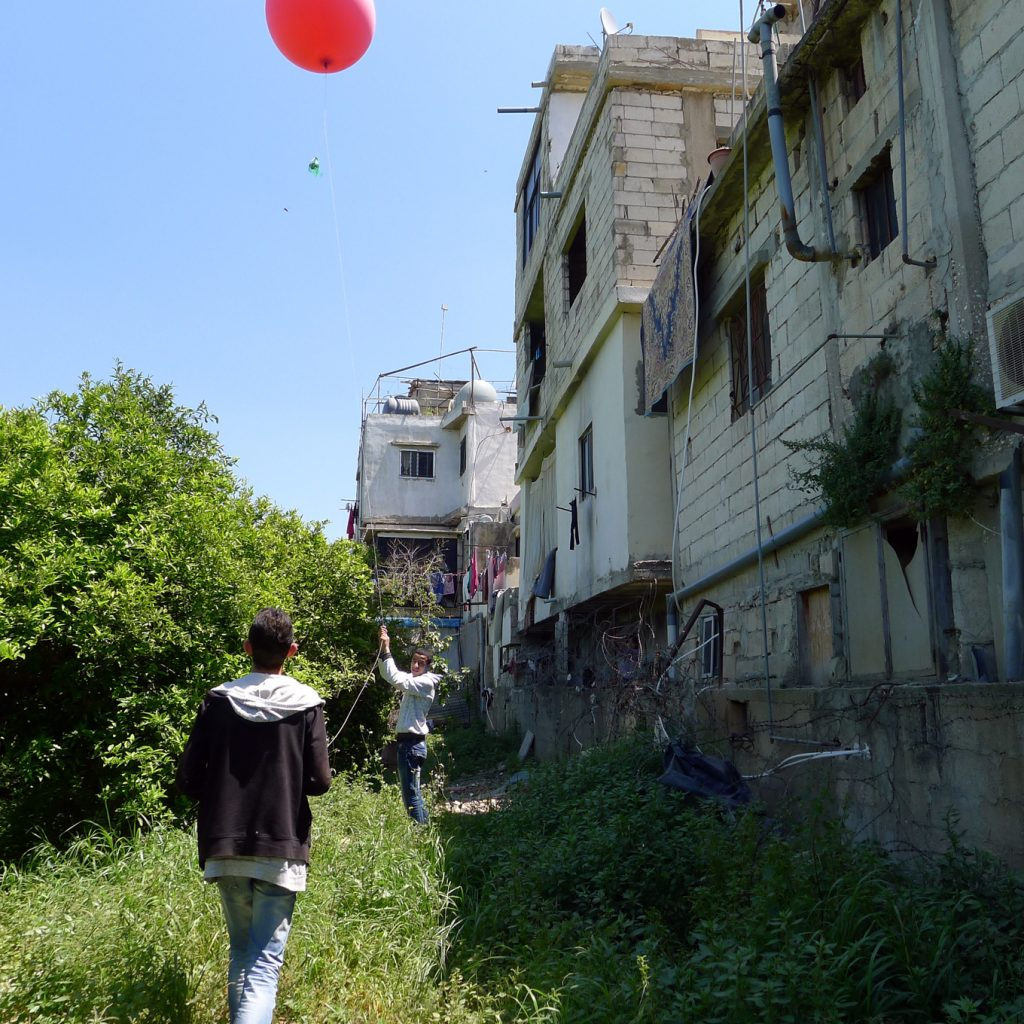
خريطة بالونية للمخيم خلال مشروع عام 2015 لمنظمة غير حكومية "تخضير برج الشمالي"، تصوير كلوديا مارتينيز مانسيل

لقد تضاعف عدد اللاجئين المسجلين في المخيم أكثر من ثلاثة أضعاف منذ عام 1968 عندما كان الرقم 7159. وبحلول عام 1982 ارتفع العدد إلى 11256 وبحلول عام 2008 وصل إلى 19074. وبحلول يونيو/حزيران 2018، ارتفع هذا العدد إلى 24,929. يعود هذا الارتفاع بشكل رئيسي إلى وصول العديد من اللاجئين السوريين و- على وجه الخصوص، اللاجئين الفلسطينيين من سوريا. في عام 2016، بلغ العدد الرسمي للسوريين 2498 وعدد اللاجئين الفلسطينيين من سوريا 2416. وقد تدهورت ظروف المعيشة المكتظة بالفعل بسبب محنة هؤلاء اللاجئين الذين فروا مرتين. وتصف الأونروا الوضع على النحو التالي:
ويعتبر المخيم من أفقر المخيمات في لبنان. إن معدل البطالة مرتفع للغاية، حيث يعتبر العمل الزراعي الموسمي المصدر الأكثر شيوعًا للدخل لكل من الرجال والنساء.
ومع ذلك، فقد فقد اللاجئون من الجيل الثاني والثالث والرابع سبل العيش الزراعية التي كان يتمتع بها أسلافهم من فلسطين بسبب المساحة المحدودة للغاية والحرمان من ملكية الأرض. كان متوسط أجر جامعي الفاكهة في البساتين والحقول القريبة من صور حوالي عشرة دولارات أمريكية في اليوم قبل وصول اللاجئين السوريين الذين يتم استغلالهم بأجور أقل. وفي عام 2011، قُدِّر أن ثلثي سكان المخيم يعيشون في فقر.
بالإضافة إلى هذه المحن، هناك نسبة عالية جدًا من الاضطرابات الوراثية، وخاصة الثلاسيميا ومرض فقر الدم المنجلي، بين سكان المخيم. تدير الأونروا عيادة طبية في المخيم. في يناير/كانون الثاني 2016، أشعل مواطن فلسطيني يعاني من مرض الثلاسيميا النار في نفسه احتجاجاً على اللوائح الصحية الجديدة التي وضعتها الأونروا. وطالبت هذه القرارات المرضى بدفع جزء بسيط من نفقات المستشفى، كما أنهت التغطية على الفلسطينيين الذين يحملون الجنسية اللبنانية أو الجنسية المزدوجة. قبل ما يقرب من عقدين من الزمن، أفادت بعثة تقصي الحقائق التابعة لدائرة الهجرة الدنماركية بأن مساعدات الأونروا قد تم تخفيضها.
وعلم الباحثون الدنماركيون أيضًا من مصادر مختلفة أن العديد من المقيمين في مخيم برج الشمالي كانوا من الشيعة وحصلوا على الجنسية اللبنانية في عام 1994. ومع ذلك، يبدو أن الكثير منهم قد انتقلوا خارج المخيم منذ ذلك الحين. في حين قُدِّر عدد السكان الذين يحملون الجنسية اللبنانية بنحو 600 نسمة حوالي عام 2010، أفادت التقارير أن عددهم انخفض إلى "عدد قليل" من العائلات الشيعية وعائلة مسيحية واحدة فقط بحلول عام 2016.

أكثر من نصف السكان هم تحت سن الثامنة عشرة. لقد دفع الفقر الكثير من السكان إلى بيع ممتلكاتهم بحثًا عن مستقبل أفضل في الخارج.
وتعتمد العديد من العائلات على الأموال التي يرسلها الأقارب في الخارج، ويحلم الشباب بالهجرة. وتدور الشائعات الأكثر سخونة حول طرق الهجرة وتكاليفها، ومجموعات المافيا التي ينبغي الثقة بها على طول الطريق. يتشارك الجميع قصص أولئك الذين نجحوا في الوصول إلى أوروبا.
يحتاج الأجانب إلى تصريح من المخابرات العسكرية لدخول المخيم:
ويعمل نظام التصاريح على ردع الغرباء الفضوليين ويساعد السلطات في مراقبة السكان. كما أنه يجعل المخيم يبدو وكأنه سجن في الهواء الطلق.

## التعليم والحياة الثقافية
وفي مخيم اللاجئين الفلسطينيين، قامت منظمة التحرير الفلسطينية بتمويل بناء مركز مجتمعي كبير، بما في ذلك مركز للشباب وروضة أطفال. تدير الأونروا مركزًا نسائيًا ومدارس. بالإضافة إلى ذلك، هناك عدد من المراكز الأخرى للشباب التي تقدم أنشطة تعليمية، بعضها تديرها منظمات إسلامية. تأسست فرقة مزمار القربة في عام 1996، وأطلق عليها اسم "القراب" نسبة إلى إحدى الكلمات العربية التي تطلق على الآلة. وقد أقامت عدة جولات حفلات موسيقية في أوروبا. في أواخر العقد الأول من القرن الحادي والعشرين، كان بها نحو 20 عضوًا من الذكور والإناث يمارسون المهنة في مركز مجتمعي تديره منظمة بيت أطفال الصمود الفلسطينية غير الحكومية.
توصلت دراسة أجريت عام 2010 إلى أن المخيم كان يضم سكانًا " أقل تغريبًا " من سكان المخيمات الأخرى ولكنهم " متسامحون ".

## معرض الصور

### المعروضات في المتحف الوطني في بيروت

#### العناصر الجنائزية

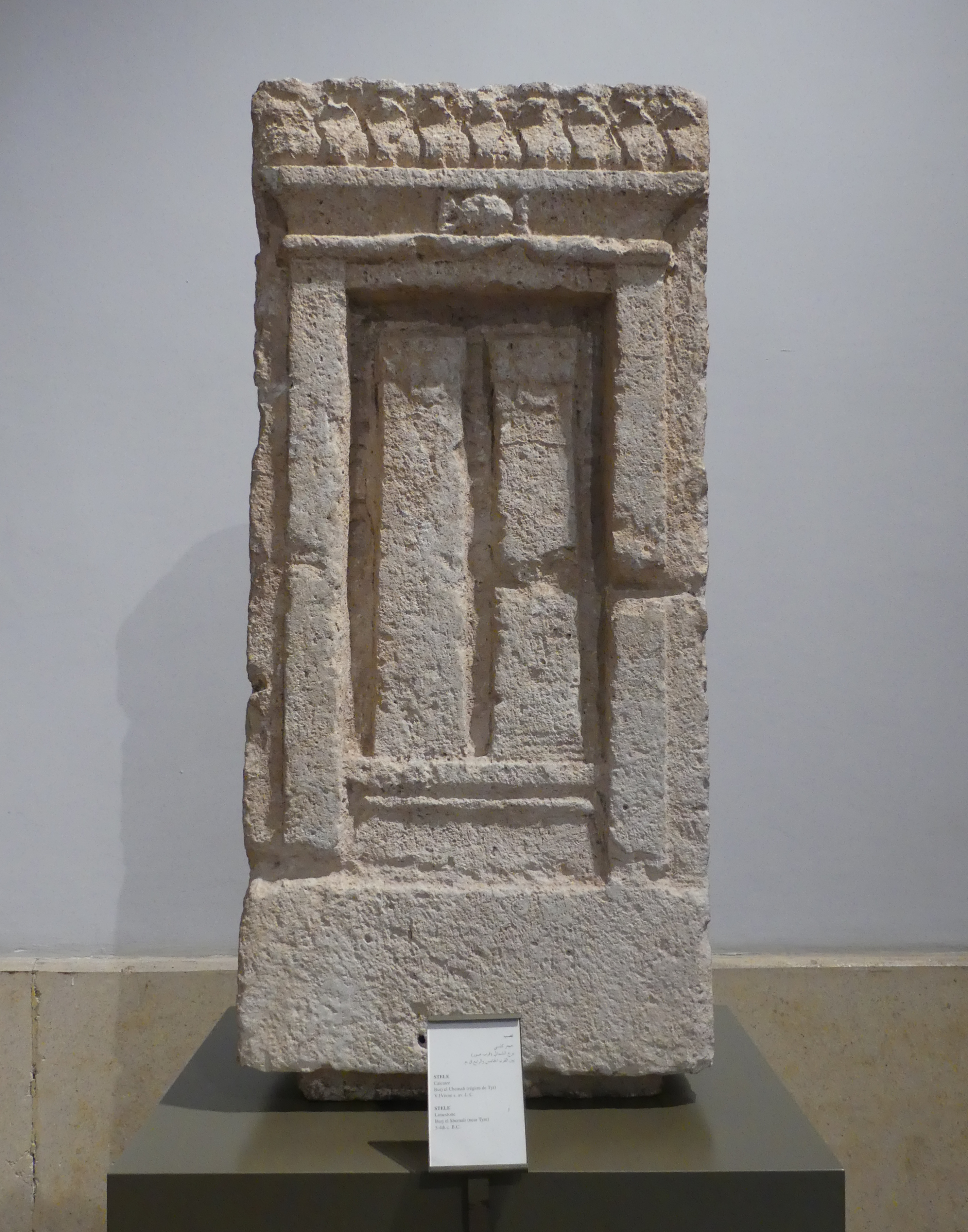
لوحة حجرية من الحجر الجيري، من القرن الخامس إلى القرن الرابع قبل الميلاد
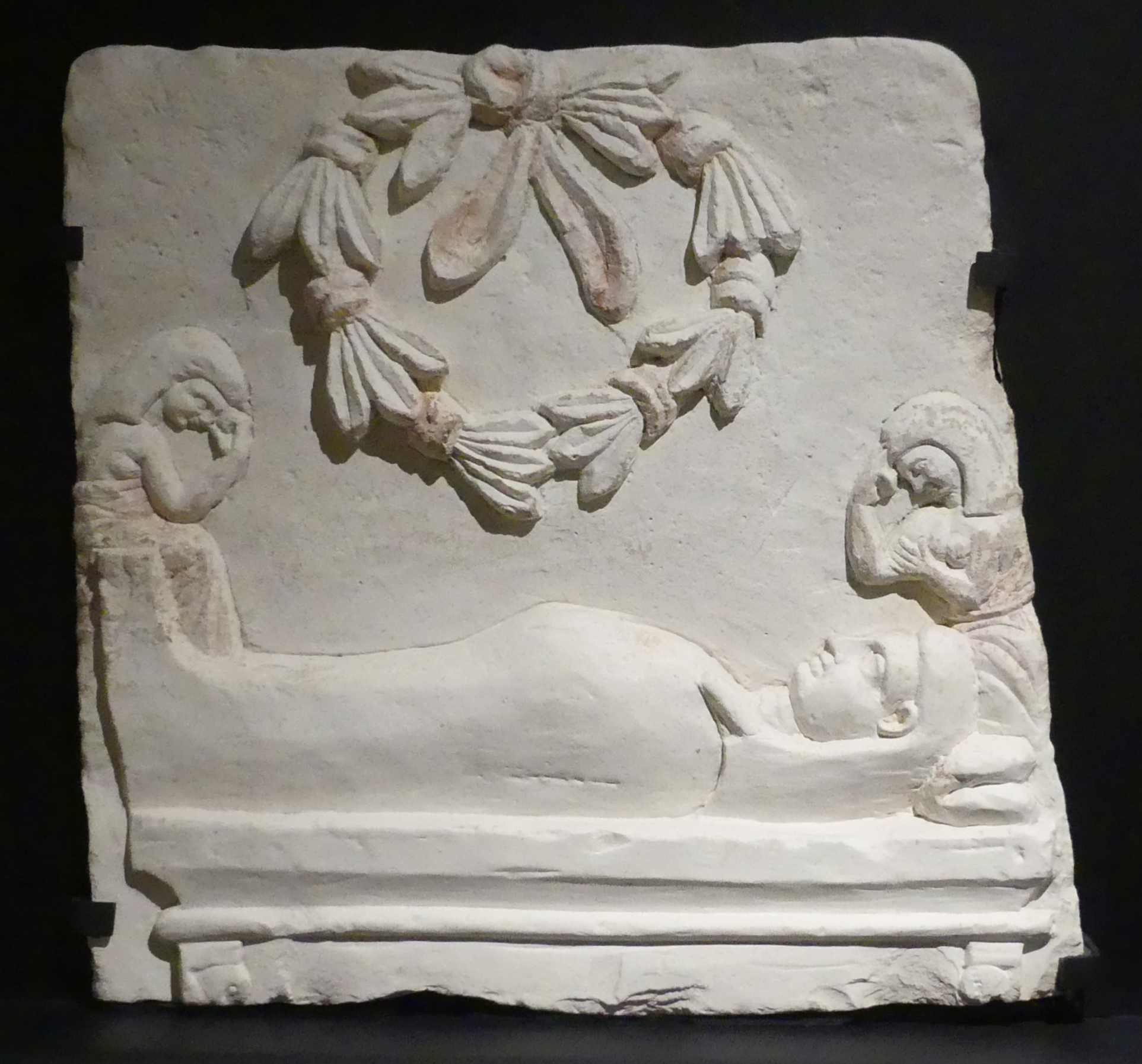
نقش بارز يصور شخصًا متوفى بجسد ملفوف في غلاف، 550-333 قبل الميلاد
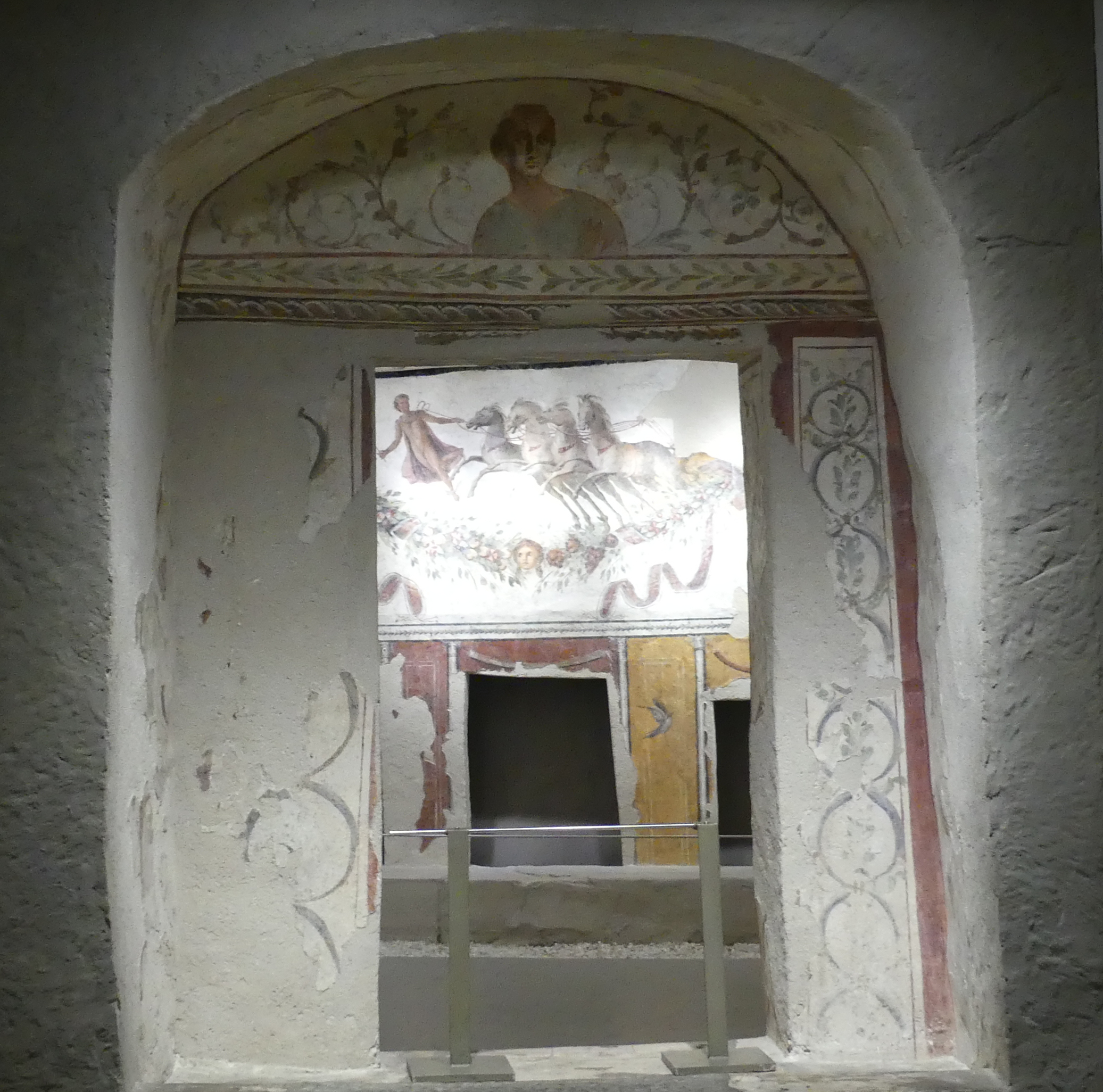
قبر روماني مع لوحات جدارية من القرن الثاني الميلادي

#### قناع تراكوتا لساتير مطلي باللون الأحمر

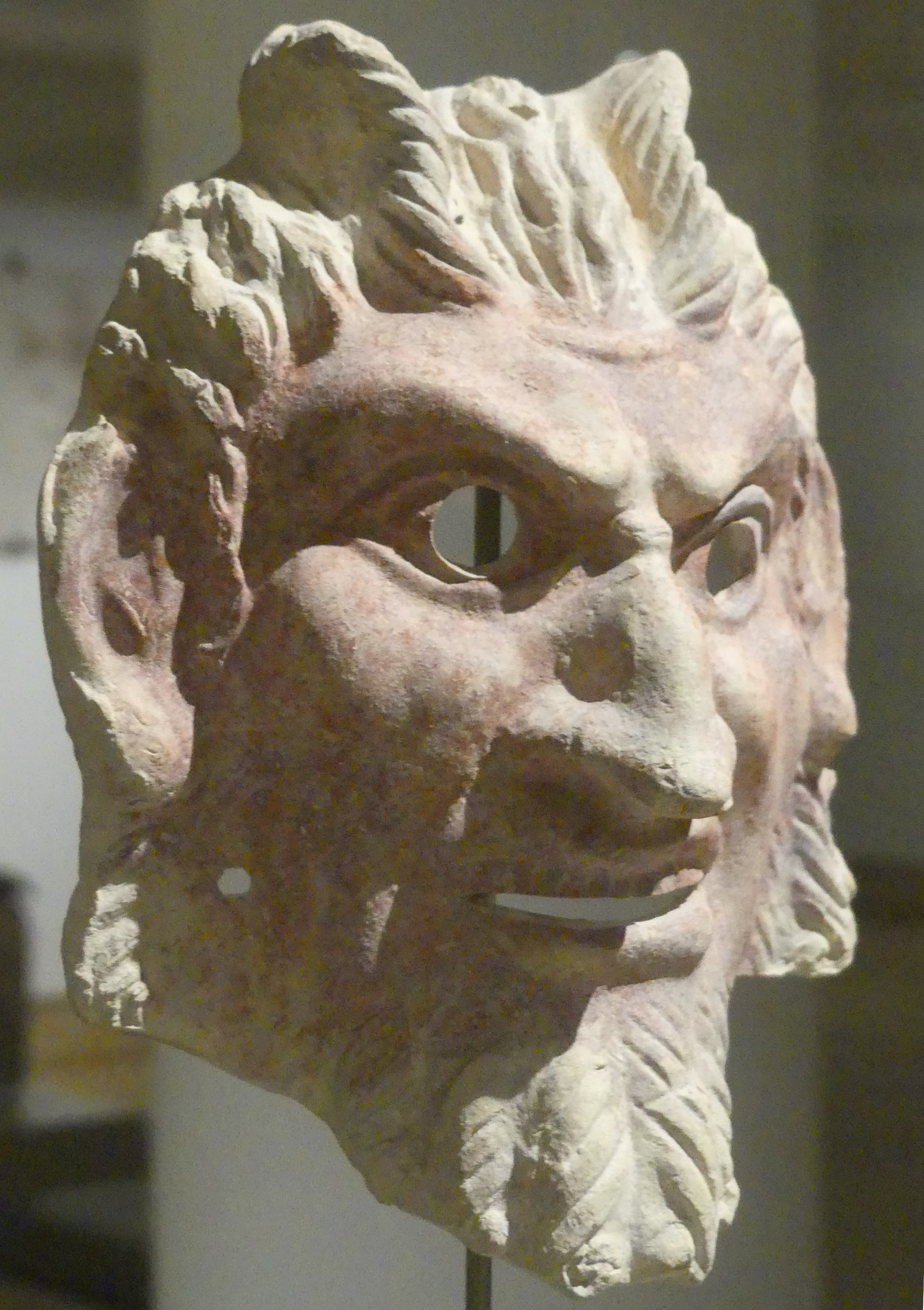
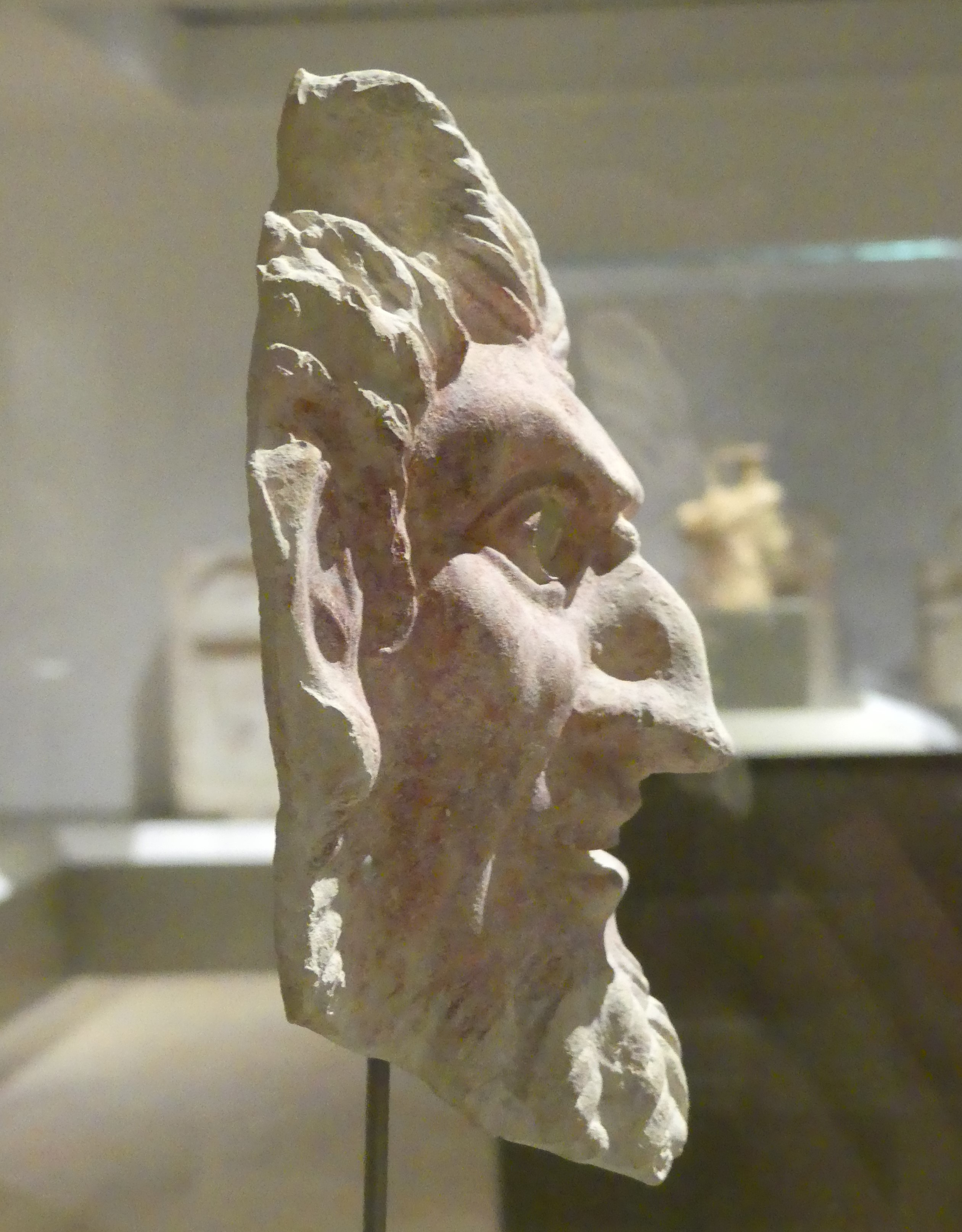
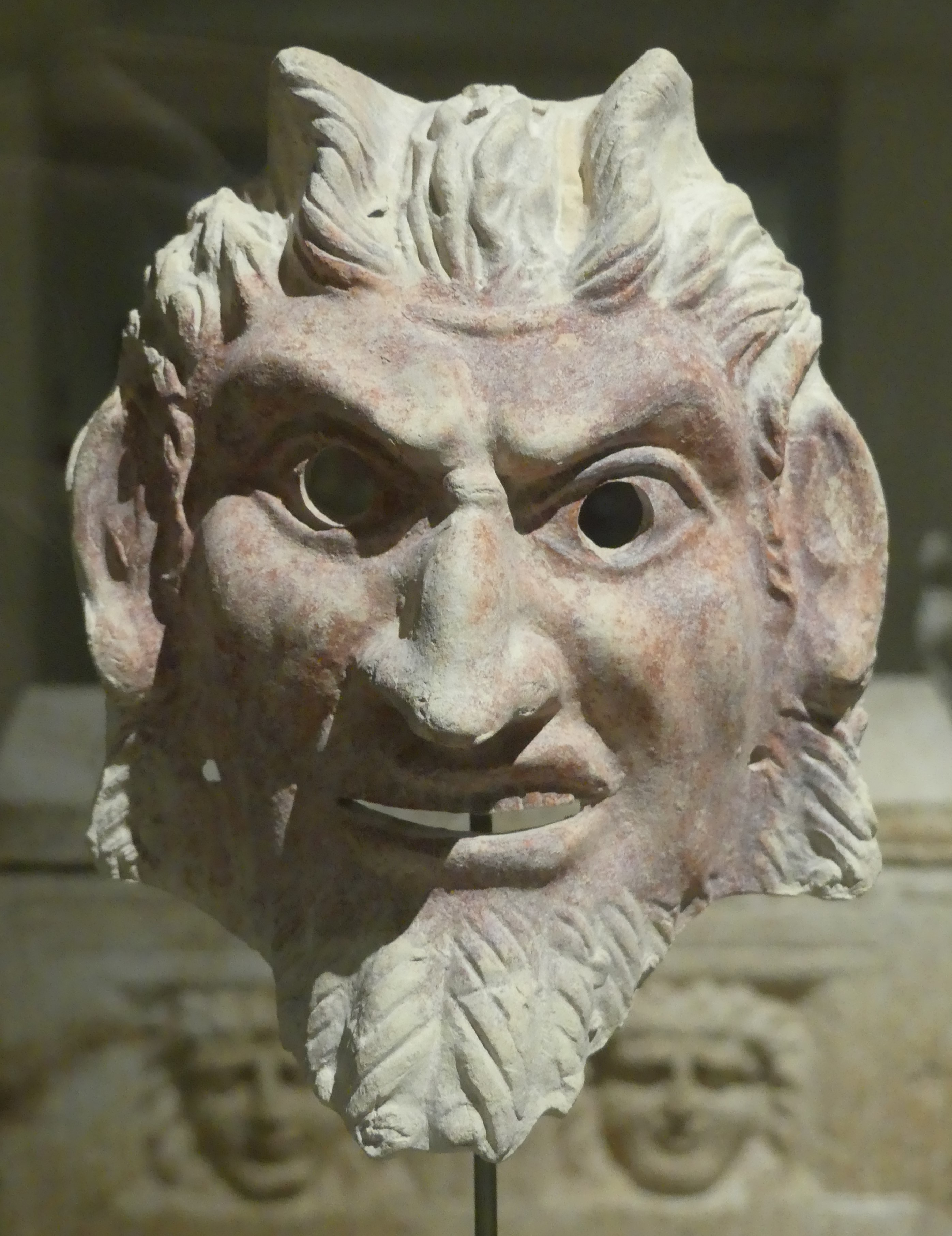
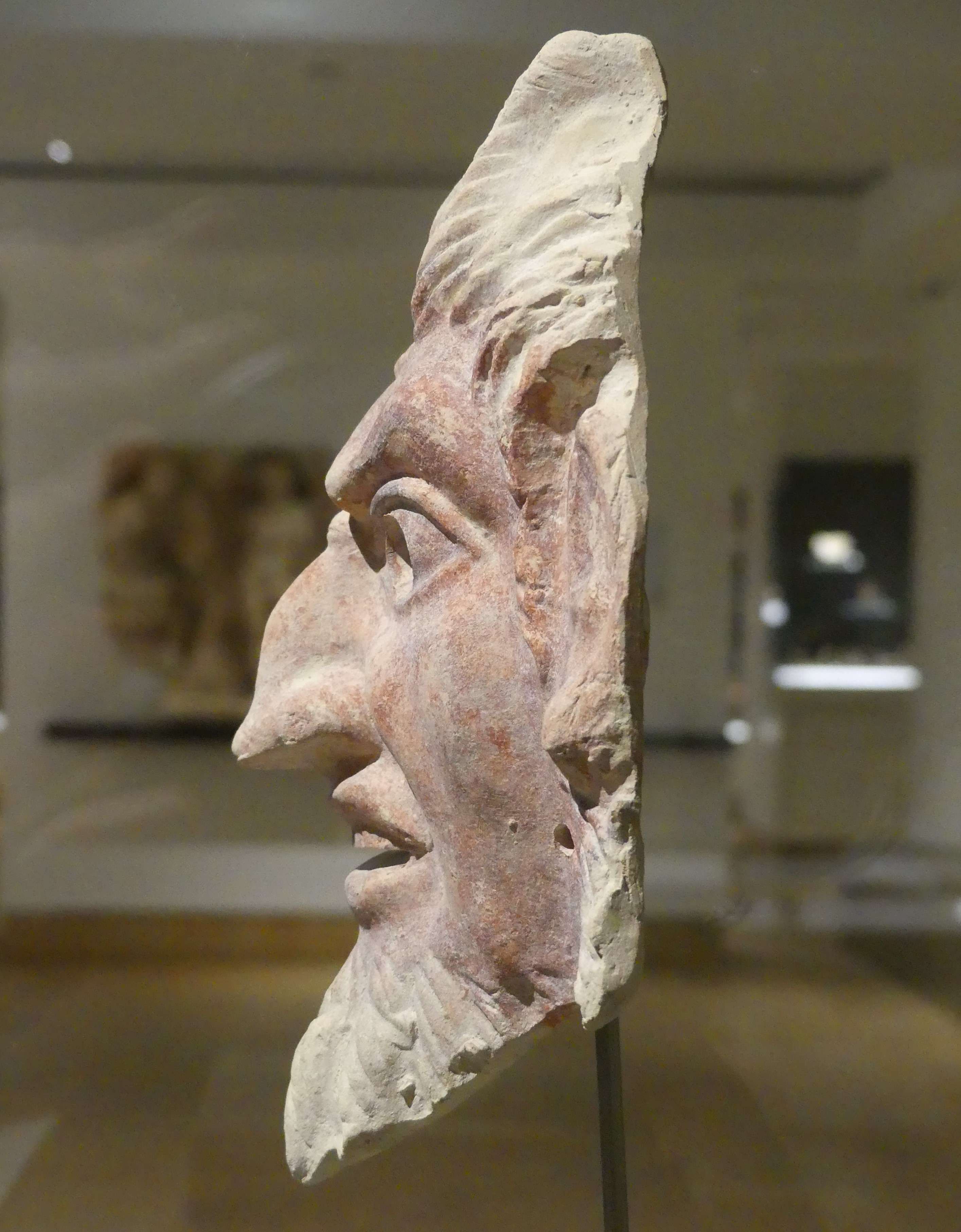

### برج الصليبيين

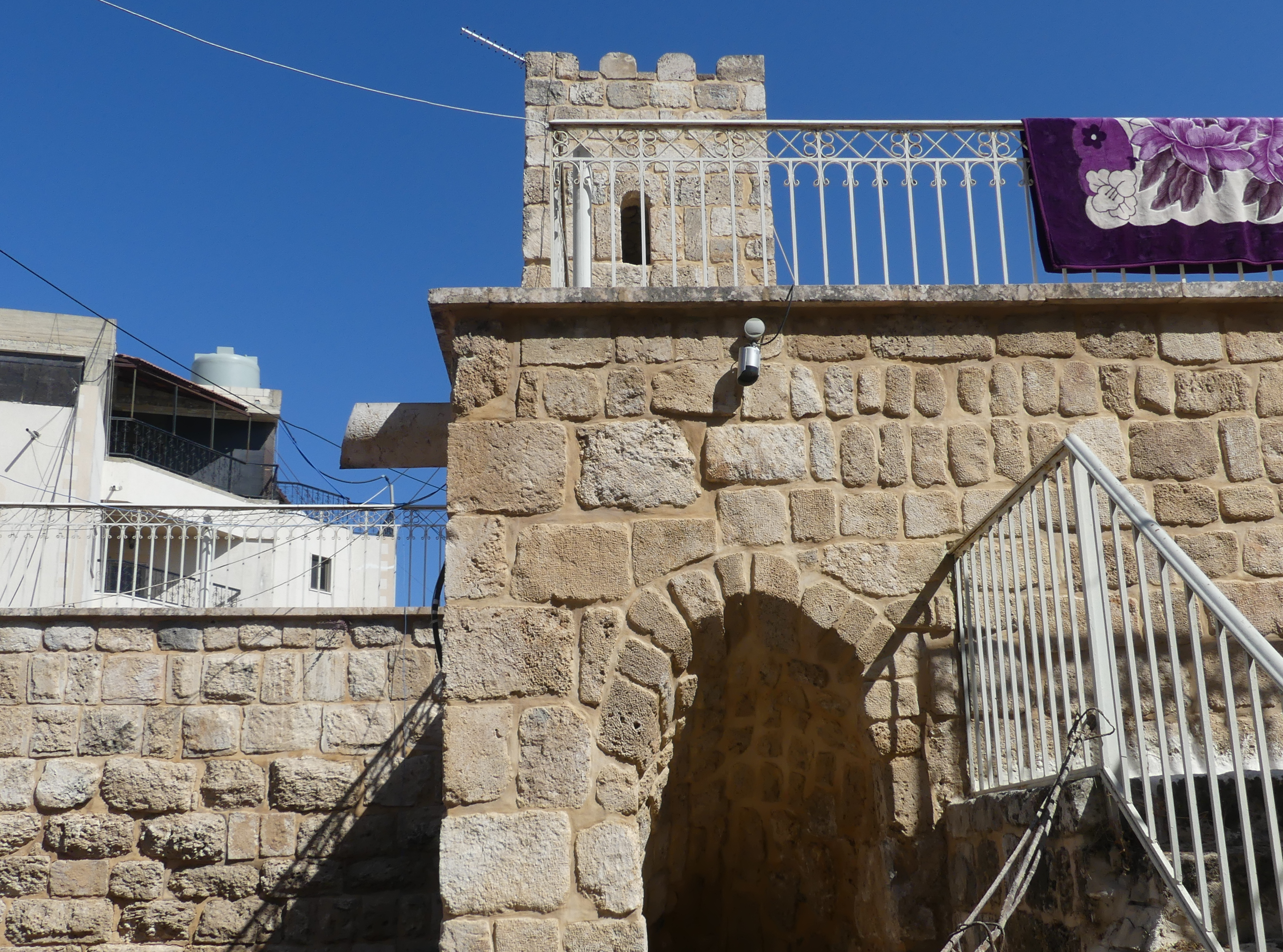
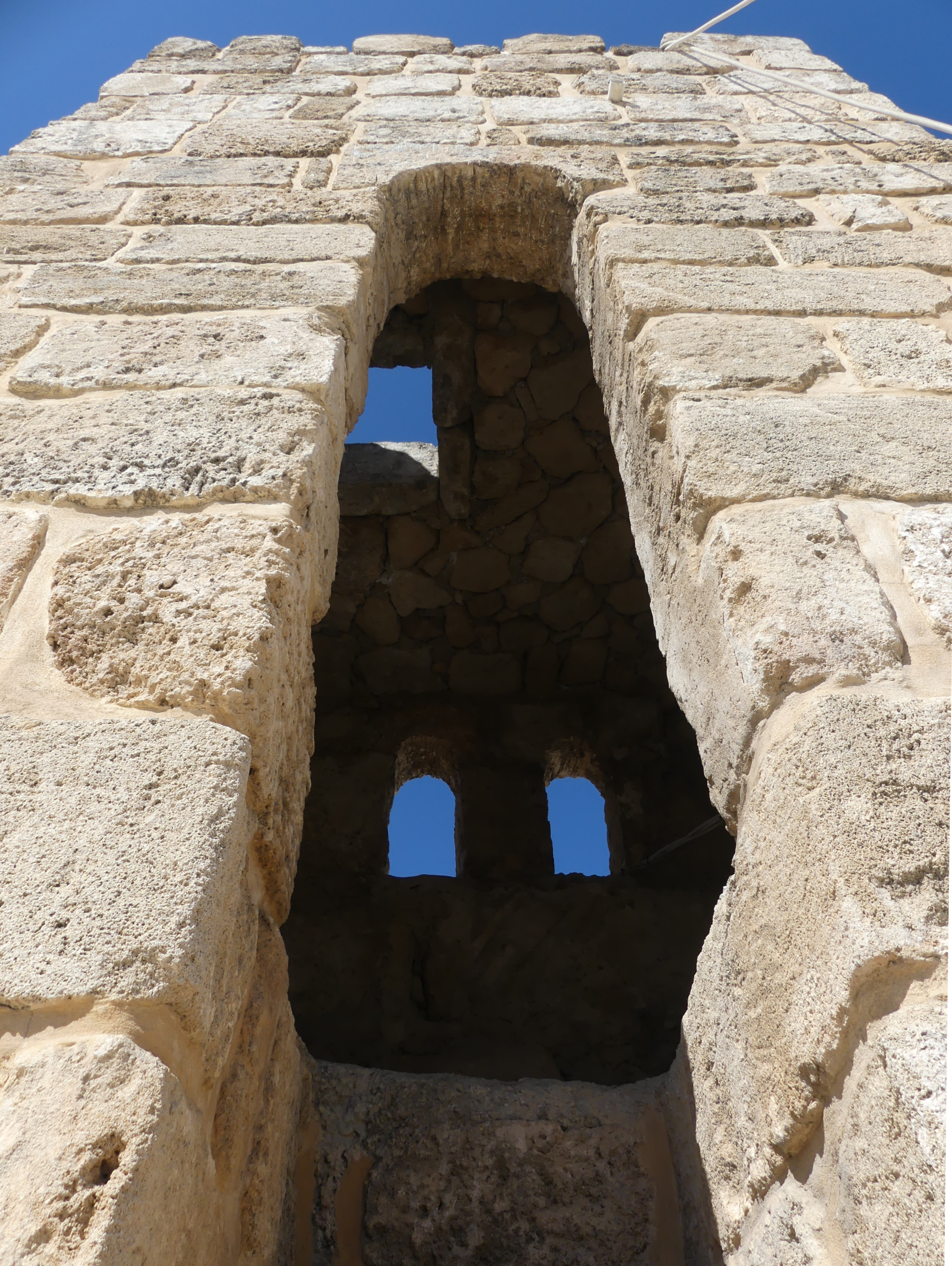
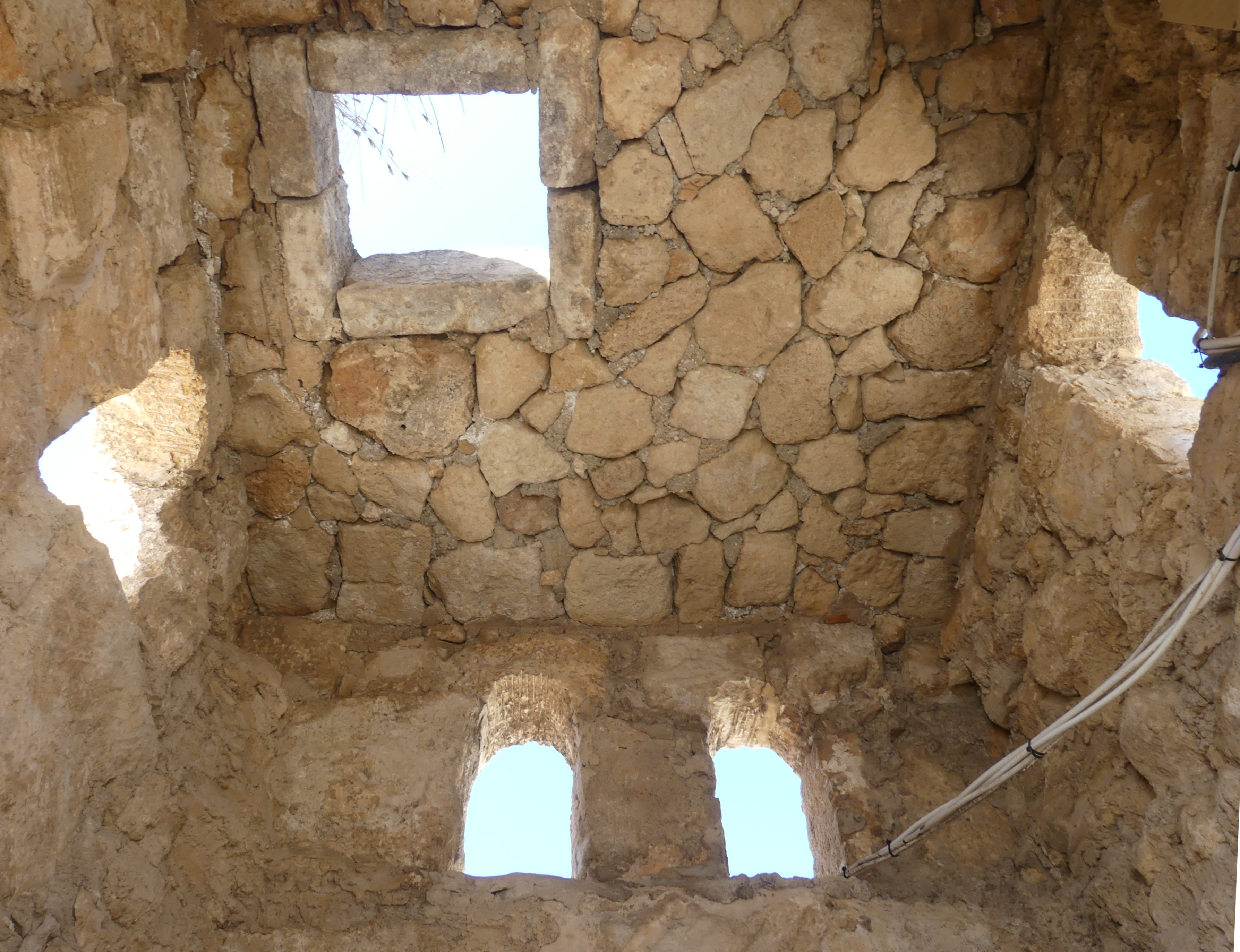